# So nimm denn meine Hände

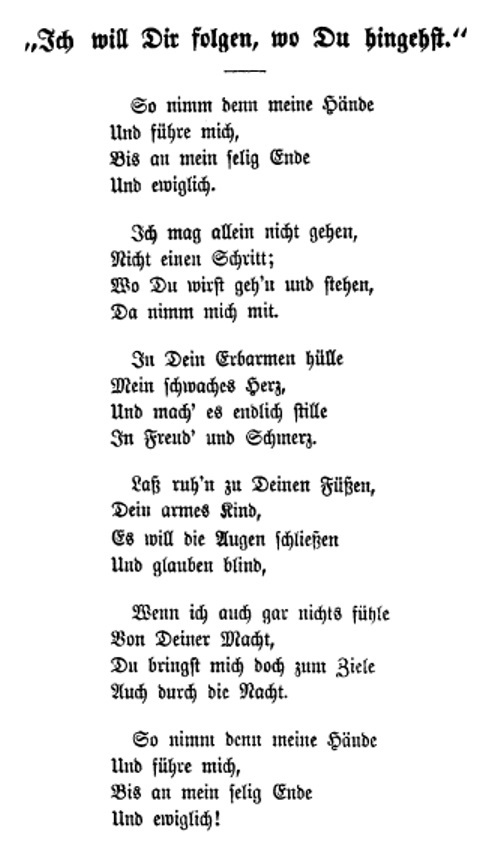
Julie Hausmann: So nimm denn meine Hände, Originalfassung 1862

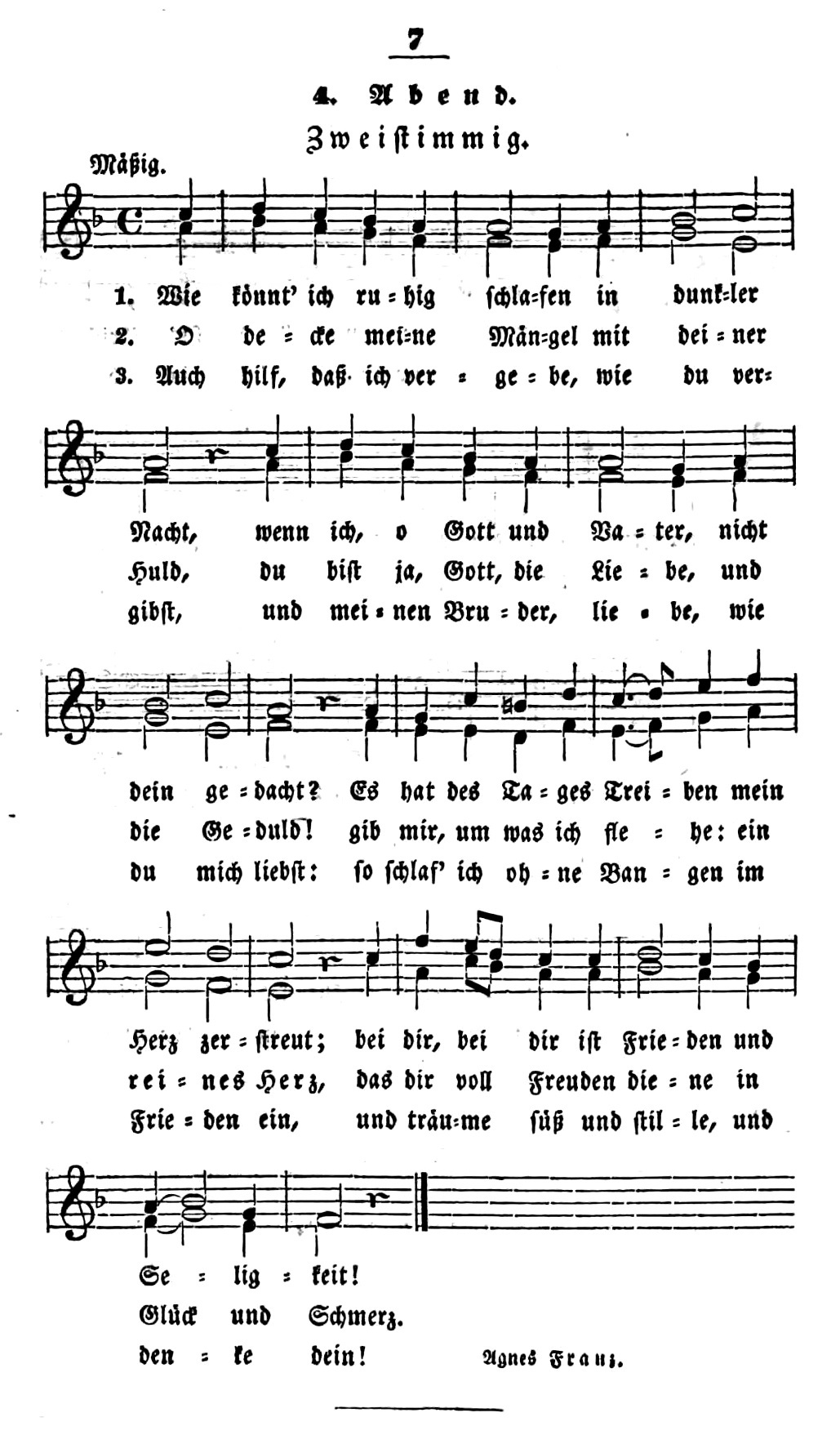
Friedrich Silcher, Melodie im zweistimmigen Satz zum Kindernachtgebet von Agnes Franz, 1843

So nimm denn meine Hände ist ein evangelisches geistliches Lied. Der Text von Julie Hausmann wurde erstmals 1862 gedruckt, die Melodie von Friedrich Silcher bereits 1843 mit einem anderen Text. Heute gehört das ökumenische Lied zu den wenigen, die auch über die sonntägliche Gottesdienstgemeinde hinaus bekannt sind. Es ist eines der meistgesungenen Lieder bei Trauerfeiern.

## Entstehung und Rezeption
Die Deutsch-Baltin Julie Hausmann (1826–1901) war von der evangelischen Erweckung geprägt. Geistliche Gedichte schrieb sie zunächst nur für sich selbst, stimmte aber der anonymen Veröffentlichung durch Gustav Knak unter dem Titel Maiblumen. Lieder einer Stillen im Lande 1862 zu.
Wann genau und unter welchen Umständen So nimm denn meine Hände entstand, ist unbekannt. Es formuliert eine unbedingte, auch gegen die Erfahrung „blind“ vertrauende Bereitschaft, sich von einem „Du“ führen zu lassen, das im Erstdruck durch die biblische Überschrift „Ich will Dir folgen, wo Du hingehst“ (Lk 9,57 ) als Jesus Christus identifiziert ist. Dass das Lied der Reflex eines persönlichen Schicksalsschlags sei – Hausmann habe einen Afrika-Missionar heiraten wollen, ihn aber, als sie an seinem Wirkungsort ankam, nur noch tot vorgefunden –, gilt als Legende.
Im Erstdruck umfasst das Gedicht sechs Strophen zu je vier im Wechsel drei- und zweihebigen Zeilen, wobei die letzte Strophe die bekräftigende Wiederholung der ersten ist. Die anspruchsvolle Form passt zu keiner traditionellen Kirchenliedmelodie. Wann die Strophen, paarweise zusammengefasst, mit der Melodie von Friedrich Silcher (1789–1860) verbunden wurden, ist nicht belegt. Diese erschien 1843 in seiner Sammlung Zwölf Kinderlieder für Schule und Haus, zwei- drei- und vierstimmig componiert mit dem Text Wie könnt ich ruhig schlafen in dunkler Nacht, wenn ich, o Gott und Vater, nicht dein gedacht?, einem Nachtgebet für Kinder von Agnes Franz. Um 1870 waren Hausmanns Text und Silchers Melodie bereits fest verbunden. Deren ruhiger, nur in der fünften Zeile durch Aufwärts-Intervalle und Modulation drängender Charakter fügt sich zu Hausmanns kindlichem Vertrauensbekenntnis so gut wie zu Franz’ Originaltext.
Die rasche und anhaltende Popularität des Liedes steht im Gegensatz zu seiner zögerlichen Aufnahme in die offiziellen Kirchengesangbücher. Das Deutsche Evangelische Gesangbuch von 1915 und dessen landeskirchliche Adaptionen in der Zwischenkriegszeit ordneten es den „geistlichen Volksliedern“ zu, die nicht für den Gottesdienstgesang bestimmt waren. Auch im Stammteil des Evangelischen Kirchengesangbuchs von 1950 fehlt es. Erst im Evangelischen Gesangbuch von 1993 ist es als vollwertiges Kirchenlied unter der Rubrik Glaube – Liebe – Hoffnung: Angst und Vertrauen – also nicht unter Sterben und ewiges Leben – aufgenommen (Nr. 376).
Im Evangelisch-Lutherischen Kirchengesangbuch² der SELK ist es unter Nummer 778 im Kapitel „Lebensabend“ zu finden.
Im Mennonitischen Gesangbuch findet es sich unter Nummer 353 unter der Rubrik Wie Gott uns stärkt – Geborgensein und Vertrauen. Im Gesangbuch der Evangelisch-methodistischen Kirche ist es dem Thema „Trost und Hoffnung“ unter der Nummer 372 zugeordnet.
Es wurde auch in mehrere Diözesan- bzw. Regionalteile des katholischen Gotteslobs (2013) aufgenommen: Hamburg (GL 851), Fulda (GL 855), Paderborn (GL 812), Österreich (GL 901) und Bozen-Brixen (GL 913).
Erwähnt wird die frühere Sitte, das Lied bei Trauungen zu singen und es dabei auf das Händereichen der Brautleute zu beziehen.
Der heute gebräuchliche Text weicht – außer in Strophengliederung und Zeichensetzung – nur in drei Wörtern von Hausmanns Original ab: Originalstrophe 3 „gänzlich stille“ statt „endlich stille“; Originalstrophe 5 „gleich nichts fühle“ statt „gar nichts fühle“; „du führst mich“ statt „du bringst mich“.

## Übersetzungen
Das Lied wurde u. a. von Herman H. Brueckner ins Englische (Take Thou my hand, o Father), Französische (Prends en ta main la mienne), Italienische (Mi prendi per la mano), Niederländische (Neem, Heer, mijn beide handen), Schwedische (Så tag nu mina händer) und Tschechische (Ó ujmi ruku moji) übersetzt.
Ins Dänische übersetzt „Så tag mig da ved hånden, og led du mig…“ im dänischen Kirchengesangbuch Den Danske Salmebog, Kopenhagen 1953, Nr. 543, übernommen in Den Danske Salmebog, Kopenhagen 2002, Nr. 611 (übersetzt von Emil Clausen, 1876).

## Trivia
Im Roman Das Versprechen von Friedrich Dürrenmatt besucht Kommissär Matthäi die Dorfschule, in die die ermordete Gritli Moser gegangen ist. Er hört, wie gerade der Choral So nimm denn meine Hände für Gritlis Beerdigung geprobt wird.
Im Spielfilm Mädchen in Uniform (1931) wird das Lied von den Schülerinnen gesungen.
In den Liederbüchern der sog. Deutschen Christen während der Zeit des Nationalsozialismus war das Lied zwar aufgeführt, jedoch unter Weglassung der zweiten Strophe mit den Selbstbeschreibungen als schwach und arm. Es wurde u. a. 1934 bei der Umbettung von Hermann Görings erster Ehefrau Carin nach Carinhall gesungen.
Beim Trauergottesdienst für den niederländischen Prinzgemahl Claus von Amsberg (als Ehemann der damaligen Königin Beatrix der Niederlande) am 15. Oktober 2002 in der Nieuwe Kerk zu Delft wurde das Lied in deutscher Sprache gesungen.